# Walter Mathiak
Walter Gottfried Hermann Mathiak (* 15. November 1930; † 13. Juli 2013) war ein deutscher Richter.

## Werdegang
Mathiak war anfangs in der Finanzverwaltung des Landes Schleswig-Holstein tätig. 1965 wurde er Richter am Finanzgericht Kiel. Im Juni 1980 kam die Ernennung zum Richter am Bundesfinanzhof. Er war Mitglied der Senate VIII und X, die für Ertragsteuern zuständig sind. Mit Erreichen der Altersgrenze wurde er im November 1995 pensioniert.
Er ist Verfasser mehrerer Publikationen zu aktuellen Fragen und zur Geschichte der Einkommensteuer.